# Бранилац (право)
Бранилац је адвокат који током кривичног поступка пружа правну помоћ окривљеном. Бранилац може бити само адвокат, а изузетно, код лакших кривичних дела и адвокатски приправник. Окривљени сам одлучује да ли ће током поступка имати браниоца или не.